# Carl Svennegård
Carl Johan Svennegård, född 29 maj 1903 i Rya församling, Kristianstads län, död 13 april 1967 i Sankt Lars församling, Linköping, var en svensk borgmästare. 
Efter studentexamen i Lund 1924 blev Svennegård juris kandidat 1928, e.o. notarie i Skånska hovrätten samma år, genomförde tingstjänstgöring i Askims, Västra och Östra Hisings samt Sävedals härads domsaga 1929–31, var e.o. fiskal i Skånska hovrätten 1933, sekreterare i Oxie och Skytts, Rönnebergs, Onsjö och Harjagers samt Frosta och Eslövs domsaga 1933–34, t.f. ledamot av Trelleborgs samt Helsingborgs rådhusrätter sammanlagt åtta månader, blev e.o. assessor i Skånska hovrätten 1936, assessor 1939, t.f. revisionssekreterare 1942, hovrättsråd 1945, revisionssekreterare 1946 och var borgmästare i Linköpings stad från 1953.
Svennegård var biträde i lösdrivarlagstiftningskommittén 1938–39, biträde i strafflagsberedningen 1939–40, notarie med sekreterargöromål i riksdagens första lagutskott 1939–41, biträde hos Militieombudsmannen 1941–43, sekreterare hos 1940 års utredning rörande jordbrukets skuldsättning 1941, i utredningen rörande universitetsarrenden 1944, byggnadsborgensutredningen 1945, ledamot av Statens hyresråd 1946–53, ordförande i Sveriges juristförbund 1950 och vice ordförande i anstaltsnämnden på Roxtuna från 1956. 
Svennegård skrev artiklar i bland annat Svensk uppslagsbok, Svensk Juristtidning och Förvaltningsrättslig tidskrift samt Ur hyresrådets praxis. Kommentar till lagen om bostadsrättsföreningar (tillsammans med G. Siljeström, 1956).